# San Castulo
Castulo o Castolo (... – Roma, 286) è stato un funzionario romano, martire per aver sostenuto la fede cristiana; venerato come santo dalla Chiesa cattolica e dalla Chiesa Cristiana Ortodossa.

## Agiografia
Secondo una Passio, era il domestico o un tesoriere dell'imperatore Diocleziano e marito di Irene, venerata come santa. 
Riveste un ruolo nel racconto della vita di san Sebastiano; lo introduce a corte, e, convertitosi al cristianesimo, lo imita dedicandosi all'assistenza dei cristiani incarcerati e partecipando ad alcune funzioni religiose all'interno del palazzo stesso dell'imperatore. Assiste in carcere anche i martiri Marco e Marcelliano.
Con l'amico Tiburzio, portò alla conversione uomini e donne che presentò a papa Caio, che amministrò loro il battesimo. Fu tradito da un apostata, un certo Torquato, che lo denunciò al cospetto di Fabiano, prefetto della città. Secondo un racconto, venne sorpreso in una cava di pozzolana sulla via Labicana e sepolto vivo.

## Culto
Il Martirologio Romano lo ricorda alla data del 26 marzo: 
Nel Martirologio Geronimiano Castulo è commemorato il 12 gennaio.
Una chiesa dedicata al santo, eretta sul luogo del martirio, esiste a Roma pare dal VII secolo. Le reliquie dei due martiri (il santo e la presunta moglie Irene) furono traslate da papa Pasquale I (817-824) nella basilica di Santa Prassede. 
Castulo è venerato in Baviera dopo che le reliquie furono traslate a Moosburg. Il duca Enrico il Leone ha iniziato la costruzione del Kastulus Minster nel 1171.
Nel 1604, altre reliquie vennero traslate a Landshut e sono custodite nella Parrocchiale Collegiata dei Santi Martino e Castulo.

## Catacomba
La Catacomba di San Castulo, oggi in pessimo stato di conservazione ed inaccessibile, fu scoperta per la prima volta nel 1685 da Raffaele Fabretti, che la identificò con quella di San Castulo per aver trovato dei frammenti di iscrizione (oggi però ritenuti dei falsi) con la scritta martyre dominu Castulu. Fu poi riscoperta dal de Rossi nel 1864.